# Ернест Джонсон (велогонщик)
Ернест Джонсон (англ. Ernest Johnson, 18 листопада 1912 — 29 листопада 1997) — британський велогонщик.
Бронзовий призер Олімпійських Ігор 1932 (командна гонка переслідування), 1936 (командна гонка переслідування) років.